# Ziel- und Leistungsvereinbarung
Ziel- und Leistungsvereinbarungen bezeichnen Abkommen zwischen zwei Verwaltungsstellen, zum Beispiel von Hochschulen und den jeweils zuständigen Landesministerien, welche auf der einen Seite den Hochschulen bestimmte Autonomien gewähren und auf der anderen Seite den Landesregierungen ermöglichen, sich aus der Detailsteuerung des Hochschulwesens zurückzuziehen. Diese Abkommen haben keinen einheitlichen Rechtscharakter. Er richtet sich nach den inhaltlichen Bestimmungen. Die Abkommen werden in der Regel für einen Zeitraum von mehreren Jahren abgeschlossen, unterliegen allerdings einer regelmäßigen Überprüfung und Fortschreibung. Ziel- und Leistungsvereinbarungen sind ein Steuerungsinstrument, welches die enge Verzahnung von Finanzierung und Planung nutzt.

## Geschichte
Das Konzept der Ziel- und Leistungsvereinbarungen geht zurück auf eine hochschulpolitische Entscheidung in Niedersachsen. Mit Beginn des Jahres 1995 gewährte das Land der Universität Oldenburg, der Fachhochschule Osnabrück und der Technischen Universität Clausthal eine bis dahin unbekannte Fülle von Finanzautonomien. Insbesondere wurde es ihnen gestattet, fortan von den Regeln der Kameralistik abzuweichen und selbstständig über die Verwendung ihrer Finanzmittel zu entscheiden.
Dieser Schritt kam einem Paradigmenwechsel in der Hochschulpolitik der Länder gleich: weg von einer Steuerung der Hochschulen im Wege detaillierter Vor- und Eingaben sowie Regeln und Aufsichtsinstrumentarien hin zu einer Steuerung auf der Grundlage von Vereinbarungen und Evaluation erbrachter Leistungen.

## Konzept
Durch den Abschluss der Ziel- und Leistungsvereinbarungen sollen die Umsetzung der hochschulplanerischen Ziele des jeweiligen Landes sowie die Entwicklungsziele der Hochschulen sichergestellt werden. Zudem wird mit ihnen das Ziel verfolgt, staatliche Leistungen, etwa in der Form einer weiteren Delegation von Befugnissen, finanzieller Planungssicherheit oder auch der Gewährung besonderer staatlicher Fördermittel, an Gegenleistungen der Hochschulen bei der Entwicklung von Forschung, Lehre und Studium zu knüpfen, zu deren Erbringung sich die Hochschulen bis zu einem bestimmten Zeitpunkt verpflichten. Weiterhin werden durch das Instrument der Ziel- und Leistungsvereinbarungen die Steuerungsinstrumente Budgetierung, Flexibilisierung sowie leistungs- und belastungsorientierte Mittelverteilung ergänzt und – soweit erforderlich – für die einzelnen Hochschulen präzisiert und begleitet. Auch erhofft man sich durch die Einführung der Kosten- und Leistungsrechnung eine Erhöhung der Transparenz beim Umgang mit Steuergeldern.
Klassische Gegenstände von Ziel- und Leistungsvereinbarungen sind die Einführung von Bachelor- und Master-Studiengängen, eigenverantwortliche Fakultätenbildung, Evaluation der Studienangebote, Entscheidung über die Verwendung von Studiengebühren, Implementierung von Maßnahmen zum Gender-Mainstreaming, Zusammenarbeit mit der Wirtschaft, Förderung von Existenzgründungen aus den Hochschulen, Internationalisierung des wissenschaftlichen Personals und der Studierendenschaft, Entwicklung von fächer- und fakultätsübergreifenden und interdisziplinären Forschungsschwerpunkten sowie die Begabtenförderung.
In haushaltspolitischer Hinsicht gewähren die Ziel- und Leistungsvereinbarungen weitgehende Freiheiten durch Globalhaushalte. Die Hochschulen erhalten ein festes Grundbudget in Höhe von 75 Prozent ihres Etats. Weitere 20 Prozent des Etats werden nach den Ergebnissen der leistungsorientierten Mittelverteilung als Erfolgsbudget zugewiesen. Die restlichen fünf Prozent des Etats werden in Abhängigkeit von der Erreichung der vereinbarten Ziele und Leistungen als Ziel- und Leistungsbudget zugewiesen.